# Варзуга (река)
Ва́рзуга — река в России, протекает по территории Ловозерского и Терского районов Мурманской области. Протекает из центральной части Кольского полуострова на юг. Длина реки — 254 км, площадь водосборного бассейна — 9840 км². Впадает в Белое море.

## Описание
В среднем и нижнем течении Варзуга порожиста. Самый крупный порог называется Падун и имеет три водопада. Питание реки снеговое, весенние паводки поднимают уровень воды на 2—2,5 м. Среднегодовой расход воды — 77 м³/с, в конце весны — до 300 м³/с. Ледостав с октября по май.
Берёт своё начало в болотистой местности центральной части Кольского полуострова, на высоте свыше 189 м над уровнем моря. В верхнем течении именуется Малой (Верхней) Варзугой. Малая Варзуга проходит через озеро Варзугское, имеет приток Варзе и Варговый, после которого река именуется Большой (Нижней) Варзугой. На высоте около 146 метров река проходит в 1,5 км от другой крупной реки Стрельны. На Большой Варзуге находится порог Падун. В реку на этом участке впадают реки и ручьи Фомин, Юзия, Кичисара. После Кичисары река на карте обозначается просто Варзугой. Далее в реку впадают реки Пана, Пятка, Кочкома, Военга, Кривец, Япома, Ареньга, Серга, Кица и др. На реке более трёх десятков порогов, среди них Ревуй, Юзия, Малый Ретун, Ливка, Котельня, Тюверенга, Япомский, Ареньгский, Сечетинский, Оралиха, Медведь, Сережный, Студенцы, Порокушка, Собачий, Койтургов, Клетной и Морской. В нижнем течении, недалеко от устья в реке находятся несколько островов, крупнейшие из них Вичанной Курьи и Сиговец. Большая часть течения реки лежит за Полярным кругом.
Протекает в крутых скалистых горах, покрытых лесом. В 10 километрах от устья начинаются песчаные берега. Левый берег Варзуги здесь высокий. Кругом сосновый лес. Устье реки глубиной до 3 м и около 250 м в ширину; дно песчаное.
В реку на нерест заходит сёмга.
Бо́льшая часть реки и прибрежных земель находятся под охраной в составе Варзугского заказника.
В нижнем течении расположены сёла Варзуга и Кузомень. Ранее располагались сёла Колониха, Подневодье и Устье Варзуги.
Могильники XII—XIII веков в Терском районе на южном берегу Кольского полуострова в районе реки Варзуги и архангельский (заостровский) клад XII века на реке Виткурье являются самыми северными археологическими местонахождениями развитого средневековья. Они свидетельствуют об этнокультурных традициях этого региона и о начальных контактах его с древнерусским миром.

## Данные водного реестра
По данным государственного водного реестра России относится к Баренцево-Беломорскому бассейновому округу, водохозяйственный участок реки — реки бассейна Белого моря от западной границы бассейна реки Иоканга (мыс Святой Нос) до восточной границы бассейна реки Нива, без реки Поной. Речной бассейн реки — бассейны рек Кольского полуострова и Карелии, впадает в Белое море.

## Экология
В 2020-х годах должно начаться строительство горно-обогатительного комбината для добычи и обогащения медно-никелевой руды в бассейне Варзуги. Планируется, что крупнейшее в Европе месторождения металлов платиновой группы «Федорова Тундра» начнёт работу в 2027 году и будет рассчитано на 25 лет. Ежегодно будет добываться до 16 млн тонн руды и до 250 тыс. тонн концентрата, содержащего цветные металлы. В 2022 году власти Мурманской области заявляли, что результаты экспертизы показали, что возможно минимизировать ущерб окружающей среде. В то же время экологи заявляли, что разработка этой территории может навредить хрупкой природе Севера и при этом основная часть будущих налогов уйдет в федеральный бюджет.